# Harry van Kruiningen
Harry van Kruiningen (pseudoniem van Henri Adelbert Janssen) (Hansweert bij Kruiningen, 28 januari 1906 – Laren (Noord-Holland), 30 juni 1996) was een Nederlandse kunstschilder, graficus, illustrator, monumentaal kunstenaar, ontwerper van affiches en boekbanden, was vervaardiger van mozaïek objecten, keramist, docent aan een academie, auteur van kinderboeken en uitgever. Hij schilderde landschappen, stillevens, portretten en maakte etsen en litho's.

## Biografie
Hij was zoon van commies bij de rijksbelastingen Cornelis Reinier Janssen en Klaaske Broersma. Hij was getrouwd met Helena Maria Lieuwen en woonde enige tijd aan Het Breed. Zoon Ulco Janssen (1939) werd fotograaf en filmer en maakte een aantal films over (het werk van) zijn vader.
Hij volgde een opleiding aan het Instituut voor Kunstnijverheidsonderwijs in Amsterdam, de latere Gerrit Rietveld Academie en aan het Tekeninstituut 'Piersma' in Amsterdam tussen 1927 en 1928. Die opleiding kon hij volgen omdat hij op 21-jarige leeftijd een erfenis kreeg. Na zijn afstuderen werkte hij de rest van zijn leven als vrij kunstenaar, onder het pseudoniem Harry van Kruiningen. In 1928 had hij zijn eerste expositie in het Stedelijk Museum als lid van De Onafhankelijken.
Hij schilderde voornamelijk werken in de trant van De nieuwe zakelijkheid, een vorm van realisme.
Harry van Kruiningen was vanaf 1923 korte tijd lid van de SDAP en stapte spoedig over naar de Communistische Jeugdbond (De Zaaier). Vanaf 1926 was hij lid van de CPH, later CPN. Al voor de Tweede Wereldoorlog sloot Van Kruiningen zich aan bij de verzetsgroep van de communist Daan Goulooze. Hij vervaardigde valse persoonsbewijzen op een lithopers en bracht Duitse gevluchte communisten naar veiliger gebieden.
Van 1958 tot 1971 was hij docent Grafische Technieken aan de Academie van Beeldende Kunsten in Arnhem. In die tijd maakte hij ook twee glasmozaïeken voor een school in Amsterdam Nieuw-West.
Tot op hoge leeftijd is hij blijven schilderen. Harry van Kruiningen overleed op 30 juni 1996 in het Rosa Spierhuis te Laren. Hij werd gecremeerd op De Nieuwe Ooster in Amsterdam.
In 2018 zijn een monografie en een oeuvrecatalogus van Harry van Kruiningen verschenen. Harry van Kruiningen woonde en werkte als beeldend kunstenaar lange tijd in Watergraafsmeer. In 2023 is brug 2360 in de Polderweg over de Ringvaart (Amsterdam Oost) naar hem vernoemd.

## Graficus
Van Kruiningen werd na de bevrijding lithograaf en bekwaamde zich ook in andere druktechnieken. Zijn werk werd abstracter en fantasierijker. Hij maakte voor galerie en uitgeverij Le Canard vier bibliofiele mappen met kleurenlitho's: Ovidius (1953), Achnaton (1954), Gilgamesj (1955) en Heer Halewijn in 1956. Zijn kinderboeken De Tovertuin van Eekje Hoorn (1949) en Eekje Hoorn overwint (1948) voor uitgeverij Pegasus in Amsterdam, zijn geïllustreerd met litho's en tekeningen. Hij was in de jaren 50 zeer succesvol met het drukken van litho's op textiel. Zo bedrukte hij zijden shawls en katoenen gordijnstoffen. Deze toegepaste kunst was uit financiële nood geboren. In 1953 werd hij door het Prins Bernardfonds uitgezonden om beelden van de Watersnoodramp in Zeeland in litho´s te vast te leggen. Hij ging samen met Jeanne Bieruma Oosting en Cor de Wolff. De litho's en tekeningen werden in grote oplagen gedrukt en verkocht ten bate van de slachtoffers van de overstromingen.
Zijn grootste roem vergaarde hij als etser. De eerste belangrijke reeks etsen betroffen een opdracht van het Ministerie van OKW in 1959 om de Deltawerken in beeld vast te leggen. De imposante werken maakten zoveel indruk op hem dat hij er totaal twintig etsen in klein en groot formaat van maakte. Van Kruiningen maakte graag series. Bekende reeksen zijn De Dierentuin, De winkel van de doodskistenmaker van Poesjkin, Vertellingen van Edgar Allen Poe, Multatuli en Spinoza. Uitgeverij Heuff in Nieuwkoop gaf in 1973 een boek uit met de etsen over de Minnebrieven van Multatuli en 1975 over Spinoza.
In 1970 maakte hij voor het Amsterdams Historisch Museum een serie van 33 zwart-wit etsen Leven en Willekeur in Amsterdam. Hij deed daarvoor een onderzoek in het Gemeentearchief Amsterdam waar hij oude oorkondes en gerechtelijke uitspraken, de zogenaamde willekeuren, uit de middeleeuwen en de zeventiende eeuw bestudeerde en als bron gebruikte voor etsen over misstanden, gruwelijkheden en bijzondere gebeurtenissen in Amsterdam. Ter gelegenheid van de viering in 1975 van het 700-jarig bestaan van de stad Amsterdam vervaardigde hij een ets van 250 cm lang en 40 cm hoog: De Leprozenoptocht. Deze ets is ook als affiche door NRC Handelsblad verspreid in 1975.
Vanaf 1963 ging hij kleurenetsen maken. Het Gilgamesj epos dat hij in 1955 in litho´s verbeeldde, werd door hem nu in etsen vastgelegd. Zijn bedoeling was er een reeks van honderd etsen en een film (samen met zijn zoon Ulco Janssen) te maken. Het zijn er ongeveer 40 geworden. Tussendoor maakte hij een reeks etsen naar aanleiding van Gullivers reizen, in het bijzonder over het hoofdstuk Een reis naar het land van de Houyhnhnms. Inmiddels was hij gegrepen door de beelden die hij onder de microscoop zag. De microscoopbeelden van slootwater waren een inspiratiebron voor de series Het ontstaan van de seksualiteit en Het ontstaan van het leven. De kleurenetsen vormde de basis voor twee boeken met dezelfde titel, uitgegeven door De Driehoek in 1977 respectievelijk 1980. Als laatste etsen maakt Harry van Kruiningen een bibliofiele uitgave Volvox met acht kleurenetsen over groenwieren (volvox). Het zijn vrije verbeeldingen van de algen en wieren, een kunstenaarsvisie.

## Prijzen
Hij was in 1959 winnaar van de Sportprijs van het Prins Bernhardfonds met een ets over een zeilwedstrijd. In 1962 ontving hij als eerste graficus de Prijs van de Critici van de Association Internationale des Critiques d'Art.
In 1964 werd hij benoemd tot erelid van de Academie van beeldende kunsten van Florence. In 1965 kreeg hij een zilveren medaille op de internationale boek- en grafiektentoonstelling te Leipzig.
In 1978 werd hem de Arti-medaille uitgereikt op de ledententoonstelling in Arti et Amicitiae te Amsterdam.

## Lidmaatschappen
Van Kruiningen was onder andere lid van de Socialistische Kunstenaars Kring (SKK) ca. 1926- 1936, De Onafhankelijken (1928-1942), Vrij Beelden (Amsterdam 1946-1955), Liga Nieuw Beelden (Amsterdam 1955-1969), Arti et Amicitiae van 1962-1996, Vereeniging tot Bevordering der Grafische Kunsten 'De Grafische', De Nederlandse Federatie van Beroepsverenigingen van Kunstenaars in Amsterdam, de Haagsche Kunstkring, en Pulchri Studio ook in Den Haag. Hij heeft in 1958 samen met de directeur van de Wereldbibliotheek, Jan G. Winterink en de kunstenaar Emile Puettmann het Amsterdams Grafisch Atelier opgericht.
Hij heeft aan meer dan 150 tentoonstellingen meegedaan in Nederland en in het buitenland. Er bevindt zich werk van hem in het Rijksmuseum, Stedelijk Museum, Amsterdam Museum, Museum Boijmans van Beuningen, het MoMA en het Multatuli Huis.